# Jules Dalou

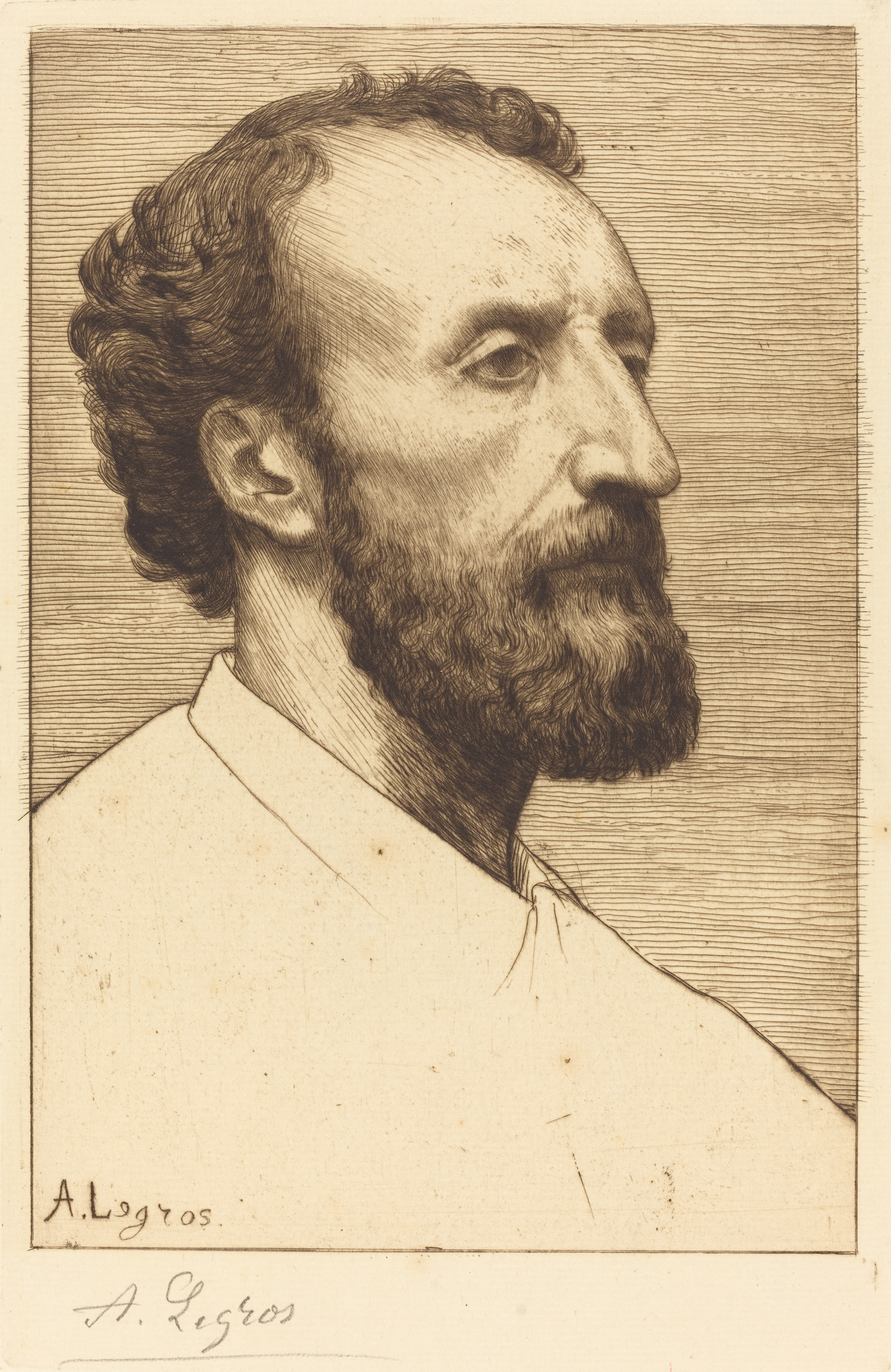
Jules Dalou, Radierung von Alphonse Legros

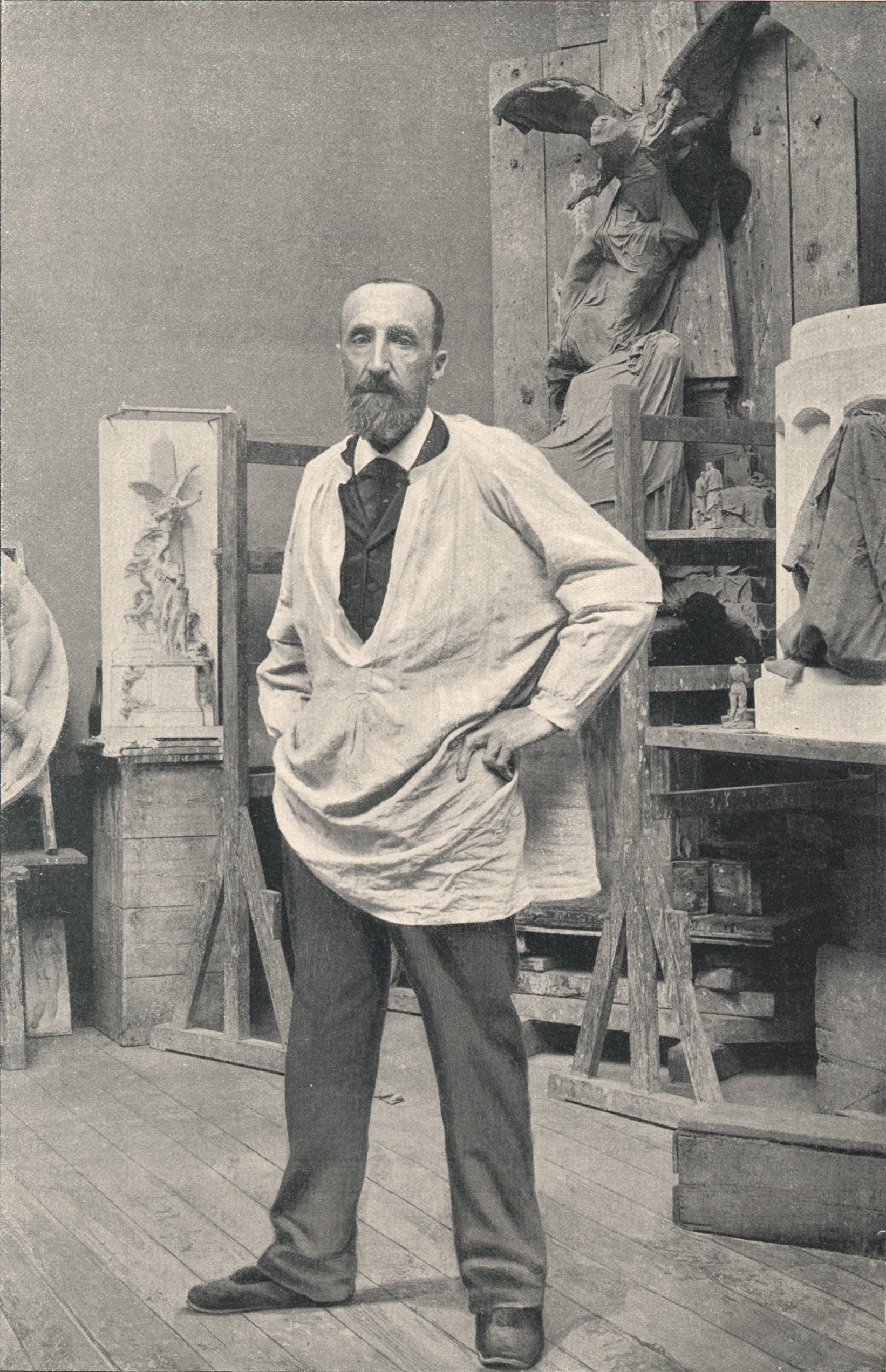
Jules Dalou im Atelier

Aimé-Jules Dalou (* 31. Dezember 1838 in Paris; † 15. April 1902 ebenda) war ein französischer Bildhauer. Sein Werk ist dem Naturalismus und dem Realismus zuzuordnen.

## Leben
Jules Dalou wurde in eine Familie von Handschuhmachern geboren. Seine protestantischen Eltern erzogen ihn säkular und in Liebe zur Republik. Mit elf Jahren wurde Dalou 1849 Schüler der Zeichenschule der Rue de l’école de médecine, wo er von Jean-Baptiste Carpeaux im Zeichnen und im Modellieren nach der Antike unterrichtet wurde. Als dessen „Meisterschüler“ konnte Dalou später auch in Carpeaux’ Atelier arbeiten. 1854 wurde Dalou an der Pariser Kunsthochschule aufgenommen und studierte dort Malerei bei Abel de Pujol und Bildhauerei im Atelier von Francisque Joseph Duret.
Seinen Lebensunterhalt verdiente er zunächst mit Arbeiten für Ornamentalisten. Bei einem von ihnen beginnt seine Freundschaft mit Auguste Rodin. Paris befand sich zu dieser Zeit im Umbruch, und Dalou sammelte Erfahrungen bei der Arbeit auf den großen Baustellen der Hauptstadt, indem er dekorative Skulpturen für Gebäude auf den großen Pariser Avenuen herstellte: In dieser Funktion war er an der Dekoration des Hôtel de La Païva auf der Avenue des Champs-Élysées beteiligt.
Er heiratete Irma Vuillier, die Dalou sein ganzes Leben lang unterstützte. Sie hatten eine Tochter, Georgette, die geistig behindert war und ständige Pflege benötigte. Um die Finanzierung der lebenslangen Unterbringung seiner Tochter durch das L’Orphelinat des Arts (ein Waisenhaus) zu sichern, vermachte Dalou dieser Einrichtung die Bestände seines Ateliers. So verfügte die Institution über mehr als 300 Werke, die die Stadt Paris 1905 vom Waisenhaus gekauft hat.
Dalou stellte erstmals 1861 im Pariser Salon aus, machte aber keinen Hehl aus seinen Sympathien für die Arbeiterschaft. Seine politische Einstellung behindert seine Karriere während des Zweiten Kaiserreichs. Der Prix de Rome, der Bildhauern den Zugang zu offiziellen Aufträgen eröffnete, wird ihm wiederholt verweigert.
Dalou arbeitete fortan als Modelleur für Bronzegießer und Goldschmiede, bis er 1862 anlässlich einer Ausstellung der École des Beaux-Arts in Paris (heute ENSBA) mit einer Genrestatue in Gips debütieren konnte. 1870 schuf er die bemerkenswerte, im Salon de Paris prämierte Statue Stickerin.

### Exil in England
Nachdem er sich als Kurator des Musée du Louvre unter Gustave Courbet zu sehr mit der Pariser Kommune von 1871 identifiziert hatte, floh er im Juli 1871 nach England, wo er zunächst bei seinem Freund, dem Maler und Graveur Alphonse Legros, wohnte. In seinem achtjährigen englischen Exil legte Dalou durch seine Zusammenarbeit mit der City and Guilds of London Art School, der National Art Training School und den Künstlern der New Sculpture Bewegung den Grundstein für neue Entwicklungen in der britischen Bildhauerschule und empfahl seinem Freund und Kollegen Édouard Lantéri, von Frankreich nach England zu gehen. Zur gleichen Zeit schuf Dalou eine bemerkenswerte Serie von Terrakotta-Statuetten und -Gruppen, wie z. B. Eine französische Bäuerin und Die Vorleserin, eine Serie von Frauen aus Boulogne, wie z. B. Eine Frau aus Boulogne, die ihre Perlen zählt und eine Reihe von Terrakotta-Porträtbüsten von Freunden und Bekannten, die selten signiert sind. Er erhielt den Auftrag für den großen öffentlichen Brunnen, namens Charity, der hinter der Royal Exchange (1878) errichtet wurde und für Königin Victoria ein Denkmal für zwei junge Enkelinnen in ihrer Privatkapelle in Windsor (1878).
Während dieses Exils entschied sich die französische Regierung 1876 dafür, die Bronzefigur La Brodeuse in ihre offizielle Auswahl Frankreichs für die Weltausstellung in Philadelphia zu schicken. Doch trotz aller Angebote, die ihm von seinen englischen Kollegen gemacht wurden, weigerte er sich, in der englischen Abteilung des Salons in Frankreich auszustellen, da er in seinem eigenen Land nicht durch eine fremde Flagge geschützt werden wollte.
Am 1. Mai 1874 verurteilte ihn der 3. Kriegsrat in Paris in Abwesenheit zu lebenslanger Zwangsarbeit wegen seiner Funktion als Offizier in der Kommune und seiner Position als stellvertretender Verwalter des Louvre. Da er sich weigerte, um Gnade zu bitten, kehrten Dalou und seine Familie erst im Mai 1879, nachdem er unter Präsident Jules Grévy amnestiert worden war, endlich aus dem Exil zurück.

### Rückkehr nach Frankreich
Dalou kehrte nach Frankreich zurück, nachdem er sich um eine monumentale Statue der Republik für den Place de la République in Paris beworben hatte. Da Dalous Einsendung nicht den erforderlichen Kriterien entsprach, entschied sich die Jury schließlich für den Entwurf der Brüder Morice, das Monument à la République. Seine Gruppe Le Triomphe de la République wurde jedoch von der Stadtverwaltung in Auftrag gegeben, um auf dem Place du Trône aufgestellt zu werden, der 1880 in Place de la Nation umbenannt wurde. Dalou widmete zwanzig Jahre der Realisierung dieses Denkmals.
Die Jahre 1881 und 1882 waren schwierig. Während dieser Zeit nahm er seine Tätigkeit als Bildhauer und Dekorateur für den Ornamentalisten Michel-Victor Cruchet wieder auf. Bei mehreren Gelegenheiten arbeitete er mit dem Keramiker Ernest Chaplet zusammen, doch der Salon von 1883 brachte ihn schließlich dem breiten französischen Publikum näher. Dort stellte er die Gipsabgüsse seiner beiden Hochreliefs aus: La Fraternité des Peuples (auch bekannt unter dem Titel la République) und Mirabeau répondant à Dreux-Brézé, wofür er mit einer Ehrenmedaille ausgezeichnet wurde. Diese Bronze von 1890, die vom Staat erworben wurde, ziert den Casimir-Perier-Saal im Palais Bourbon in Paris. Als Hommage an den Maler, dessen Werk er bewunderte, schuf er das Denkmal für Eugène Delacroix im Jardin du Luxembourg (1890). Er schuf die Denkmäler für Alphand in der Avenue Foch (1891–1896, eingeweiht 1899), für Boussingault an der École des Arts Et Métiers (1895), für Jean Leclaire am Square des Épinettes in Paris (1896), für Charles Floquet auf dem Friedhof Père-Lachaise (1897), für Sidi-Brahim in Oran (1898) und für Lazare Hoche in Quiberon (1902). Er entwarf einen Entwurf für ein Monument für Victor Hugo im Pantheon (1886), einen Entwurf für ein Monument der Justiz für den Palais Bourbon (1892) und einen Entwurf für ein Monument für die Oratoren, das für das Panthéon bestimmt war (1896–1898), die alle drei nicht realisiert wurden.
Er erhielt Aufträge für die Gisants von Auguste Blanqui (1885), Victor Noir (1890) und das Bronzemedaillon von Charles Amouroux (1885), die alle auf dem Friedhof Père-Lachaise zu sehen sind.
Seine ganze Bewunderung für die Malerei von Rubens lässt er in seiner Gruppe des Triumphs der Silena im Jardin du Luxembourg (1885) spürbar werden. Die Stadt Paris beauftragte ihn mit der Statue von Antoine Lavoisier für das große Amphitheater der Sorbonne (1887), dem Brunnen La Bacchanale im Jardin des Serres d’Auteuil (1895–1898) und der Statue La Chanson am Pariser Rathaus, die die Gesichtszüge der Sängerin Yvette Guilbert wiedergibt (1895).
Zu den zahlreichen Büsten, die er nach seiner Rückkehr nach Frankreich anfertigte, gehörten die von Charcot (1884), Auguste Vacquerie (1885), Henri Rochefort (1888), Gustave Courbet (1890), Albert Liouville (1890), Mlle Gilardi (1890), Jules Jouy (1892)13, Ernest Cresson (1897), Paul Richer (1900), Jean Gigoux (1900) und Marie Laurent (unvollendet, 1901).
Für die Weltausstellung von 1889, die sogenannte Exposition du Centenaire, wurde auf dem Place de la Nation der (Bronzefarben gefärbte) Gips der allegorischen Gruppe Le Triomphe de la République (Triumph der Republik) eingeweiht, die 1879 von der Stadt Paris in Auftrag gegeben worden war. Obwohl die Bronzeversion der Gruppe erst 1899 eingeweiht wurde, gewann das Werk den Großen Preis für Skulptur der Ausstellung.
Dalou verließ 1890 die Société des Artistes Français und stellte fortan in der Société Nationale Des Beaux-Arts aus, deren Gründungsmitglied er zusammen mit Ernest Meissonier, Auguste Rodin und Pierre Puvis de Chavannes war.
Er wurde 1883 zum Ritter der Ehrenlegion ernannt und 1889 von Präsident Carnot zum Offizier befördert. 1899 wurde er von Präsident Loubet anlässlich der Einweihung seines Denkmals Le Triomphe de la République (Triumph der Republik) zum Kommandeur desselben Ordens erhoben.
Dalou starb Mitte April 1902 in seiner Wohnung (22, Avenue de Maine, 15. Arrondissement) an einem Herzinfarkt. Seine letzte Ruhestätte fand er auf dem Cimetière Montparnasse (4. Division).

## Ehrungen
- 1883 Ritter der Ehrenlegion
- 1883 schuf der Bildhauer Auguste Rodin eine Büste von Jules Dalou
- 1889 Offizier der Ehrenlegion
- 1899 Kommandeur der Ehrenlegion
- die Rue Dalou (15. Arrondissement) wurde ihm zu Ehren benannt
- die Rue Dalou in Béziers (Département Hérault) wurde ebenfalls ihm zu Ehren benannt

## Werkauswahl

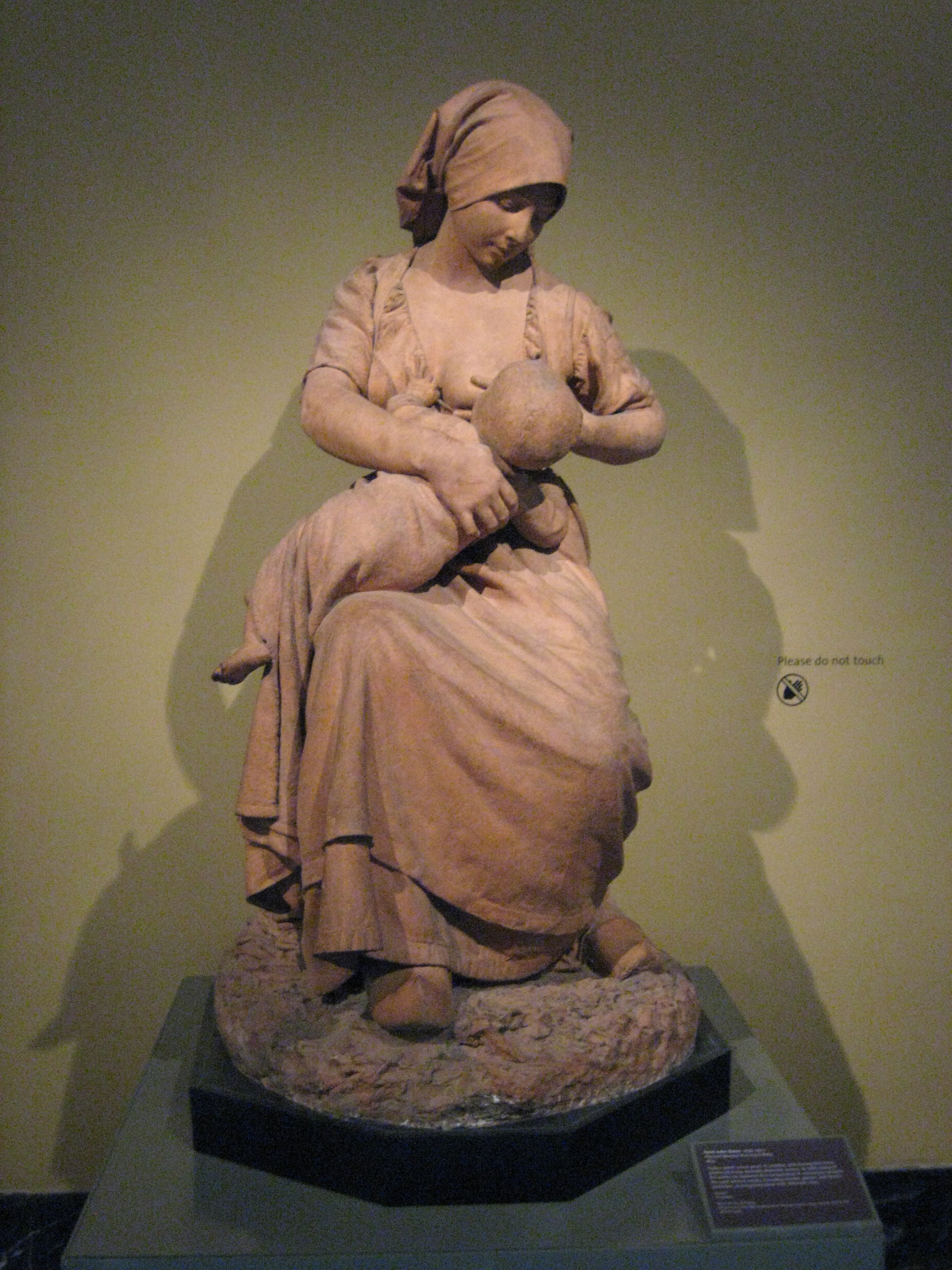
Französische Bäuerin, ihr Kind stillend (1873), Victoria and Albert Museum

- 1870: La Brodeuse (Die Stickerin), 1870 im Pariser Salon ausgestellt
- 1873: Paysanne française allaitant son enfant (Französische Bäuerin, ihr Kind stillend), lebensgroße Terrakottagruppe, London, Victoria and Albert Museum
- 1875: La Berceuse (besser bekannt unter dem englischen Titel The Rocking Chair, deutsch: der Schaukelstuhl), Marmorgruppe einer Mutter, die ihr Kind wiegt, 1876 in der Royal Academy of Arts ausgestellt, Privatsammlung des Herzogs von Westminster
- 1889–1899: Le Triomphe de la République (Der Triumph der Republik), Bronze, Höhe 11 m, Paris, 12. Arrondissement, Place de la Nation
- 1890: Monument à Eugène Delacroix (Denkmal zu Ehren des Eugène Delacroix), 1890 errichtet, Bronze, Paris, 6. Arrondissement, Jardin du Luxembourg
- 1891: Bacchantes, Stein, Flachrelief, Paris, 16. Arrondissement, Jardins Fleuristes de la Ville de Paris
- 1895: Le Progrès entraînant le commerce et l’industrie, Stein, Hochrelief, Paris, 18. Arrondissement, 26, rue de Clignancourt, ehemaliges Kaufhaus Grands Magasins Dufayel
- 1896: Monument à Jean Leclaire, nach der Zerstörung des ersten Gusses im Jahr 1943 durch eine Kopie aus dem Jahr 1971 ersetzt, Bronzestatue, Paris, 17. Arrondissement, Square des Épinettes
- 1899: Monument à Alphand (Denkmal zu Ehren Alphands), Paris, 16. Arrondissement, Avenue Foch

Grabfiguren und Porträtbüsten:
- 1885: Grabfigur des Auguste Blanqui († 1881), Bronze, Paris, 20. Arrondissement, Cimetière du Père-Lachaise, 91. Division
- 1891: Grabfigur des Victor Noir († 1870), Bronze, Paris, 20. Arrondissement, Cimetière du Père-Lachaise, 92. Division
- 1896–97: Büste des Charles Robert († 1899), Paris, 14. Arrondissement, Cimetière du Montparnasse, 6. Division

Jules Dalou schuf außerdem Madaillons und Medaillen. Kurz vor seinem Tod beauftragte er seinen Schüler Camille Lefèvre mit der postumen Vervollständigung verschiedener seiner Werkmodelle beziehungsweise ihrer Ausführung in Stein oder Marmor.
- 1907: Monument à Émile Levassor (Denkmal zu Ehren Émile Levassors), Hochrelief, nach Jules Dalous Werkmodell (1898, Höhe 1 m, in den Reserven des Musée des Beaux-Arts de la Ville de Paris) von Gustave Rives (für den architektonischen Teil) und Dalous Schüler Camille Lefèvre ausgeführt und im Jahr 1907 eingeweiht. Paris, 16. Arrondissement, Porte Maillot, Square de l’Amiral-Bruix.[1]

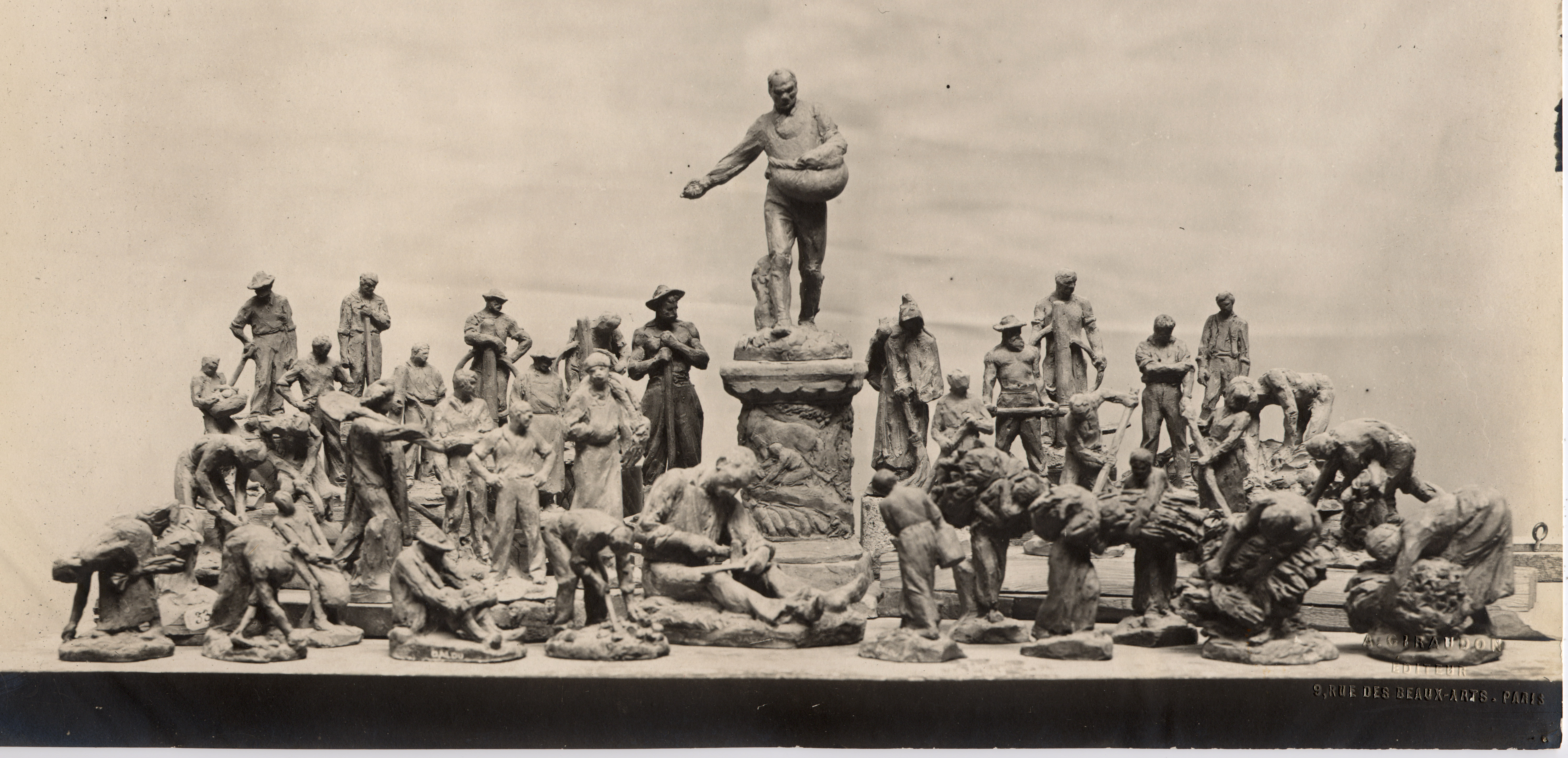
Jules Dalou, Denkmal für die Arbeiter, Terracotta Entwürfe. Aufgenommen in Dalous Atelier in der Impasse du Maine in Paris zwischen 1902 und 1904. Die Skulpturen befinden sich heute im Museum Petit Palais in Paris.

### Monument aux Travailleurs (Denkmal für die Arbeiter)
Er hatte keine Zeit mehr, sein letztes großes Projekt zu vollenden, ein Monument aux Travailleurs (Denkmal für die Arbeiter), dessen Idee ihm 1889 am Tag nach der ersten Einweihung des Triumphs der Republik kam. Der Formalismus der Zeremonie und die Militärparaden hatten das Volk von dieser offiziellen Veranstaltung ferngehalten. Dalou war darüber enttäuscht gewesen. Getreu seinem republikanischen Ideal hätte er sich gewünscht, dass die Einweihung Anlass für ein großes demokratisches Volksfest gewesen wäre. Seine Idee war es, die Welt der Arbeiter, Handwerker und Bauern zu ehren, indem er ihnen dieses Werk widmete, in dem sie das zentrale Thema bilden. Am Ende seiner Karriere beschrieb er dieses Projekt mit folgenden Worten: Je crois avoir enfin trouvé le monument aux Ouvriers que je cherche depuis 1889. La disposition générale tiendrait de l’insigne de Priape, Dieu des Jardins, emblème de la création, de la borne, berceau et tombe du pauvre, enfin du tuyau de l’usine, prison où se passe sa vie. Sobre, sans moulure ni ornement, je désire qu’il ait l’aspect grave et imposant, s’il se peut, que le sujet comporte. L’exécuterai-je ? Là est la question. Je suis bien âgé et de plus ma santé est bien débile. (Ich glaube, ich habe endlich das Denkmal für die Arbeiter gefunden, das ich seit 1889 suche. Die allgemeine Anordnung würde sich aus dem Abzeichen des Gartengottes Priapus, dem Emblem der Schöpfung, dem Grenzstein, der Wiege und dem Grab des Armen, und schließlich dem Rohr der Fabrik, dem Gefängnis, in dem sein Leben stattfindet, ergeben. Nüchtern, ohne Zierleisten oder Ornamente, möchte ich, dass es so ernst und imposant aussieht, wie es das Thema erfordert. Werde ich es ausführen? Das ist die Frage. Ich bin sehr alt und außerdem ist meine Gesundheit sehr schwach.)
Die zahlreichen Skizzen für dieses Denkmal, die nach seinem Tod in seinem Atelier gefunden wurden, werden heute im Petit Palais aufbewahrt. Die große Statue des Bauern (ca. 1897–1902, Paris, Musée d’Orsay) ist die Hauptfigur für kleinere Figuren, die er in den sechzehn Nischen um die Säule herum platzieren wollte.

## Galerie

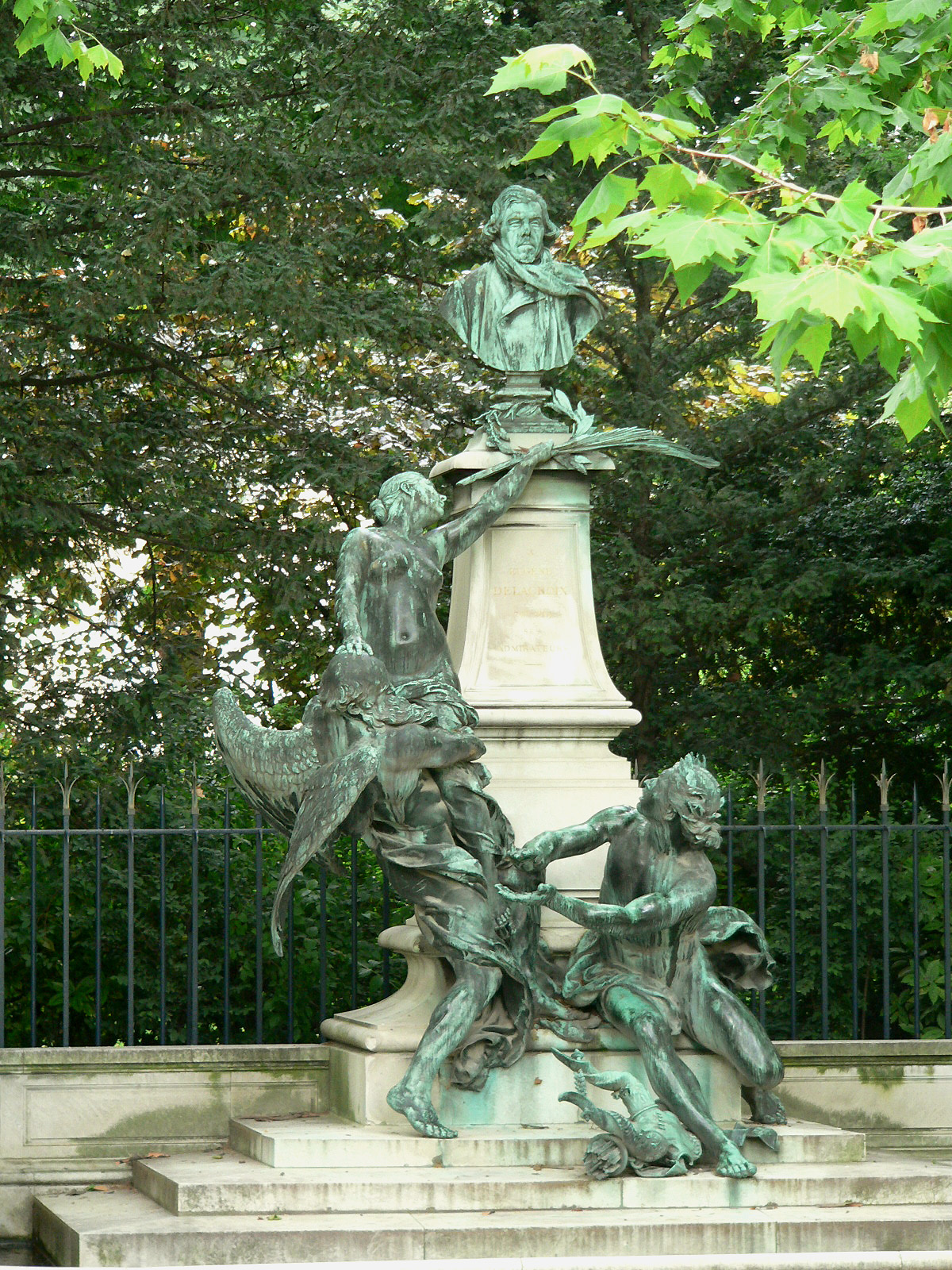
Hommage à Eugène Delacroix
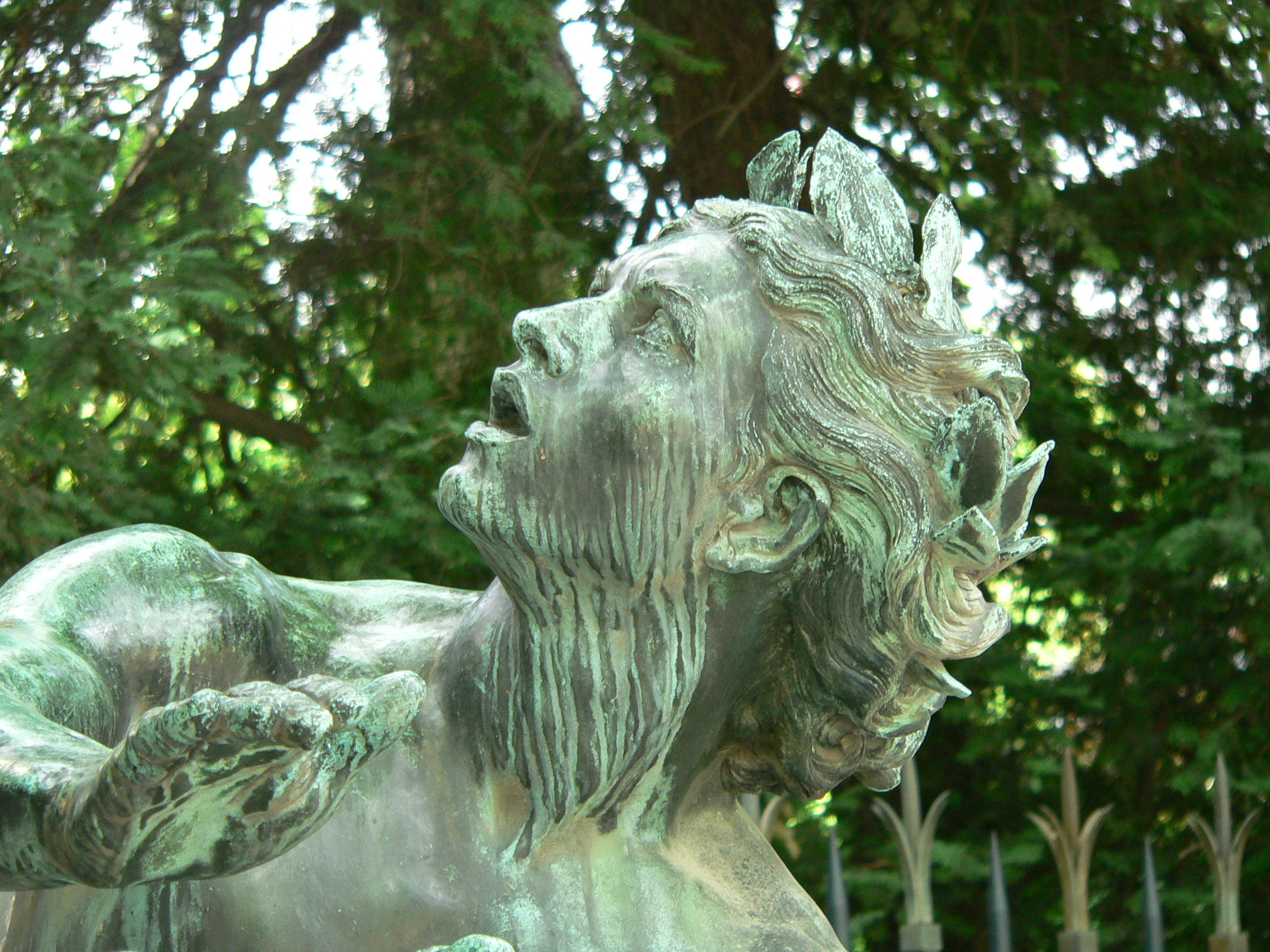
Hommage à Delacroix, détail
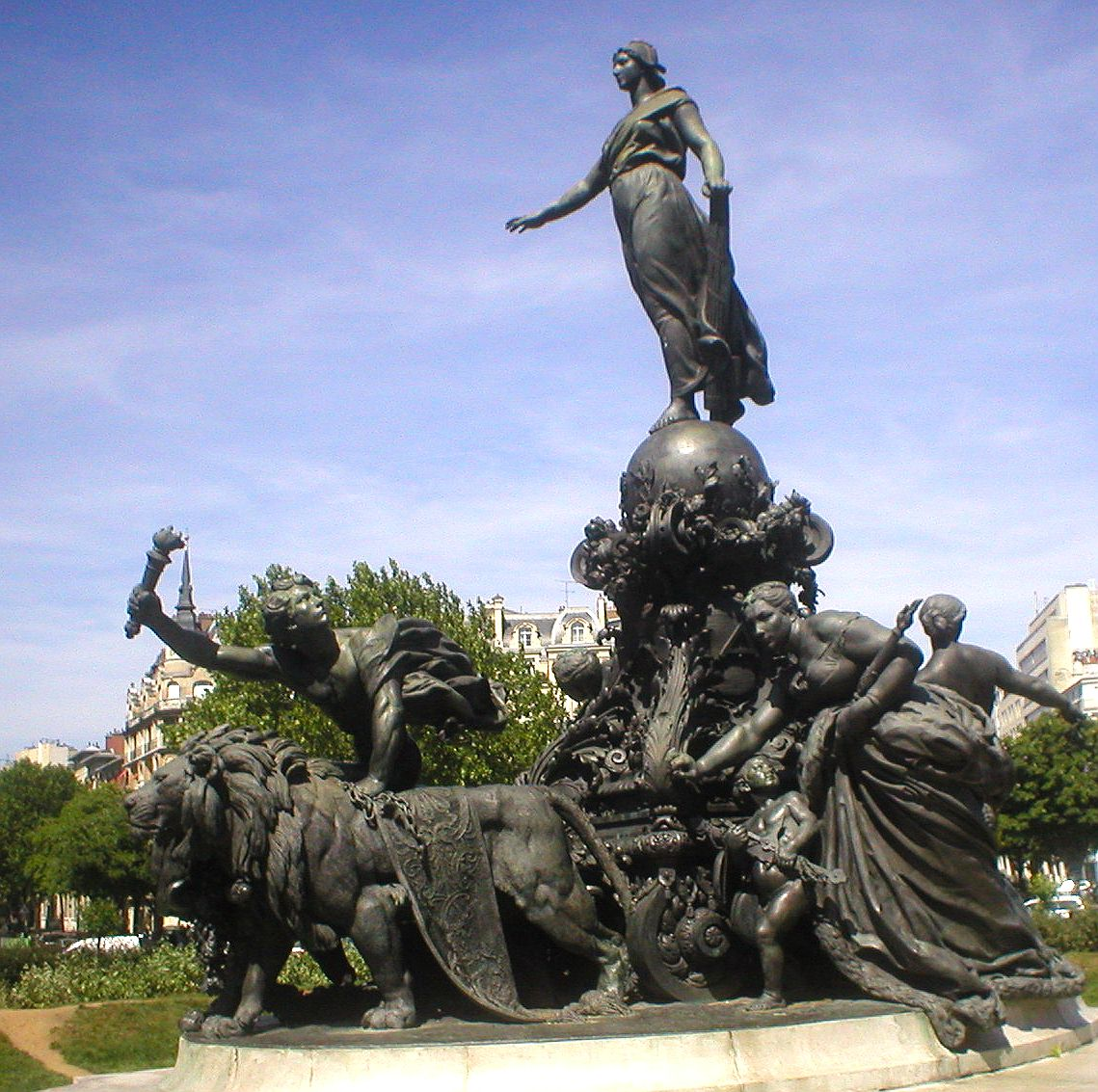
Le Triomphe de la République (1889)
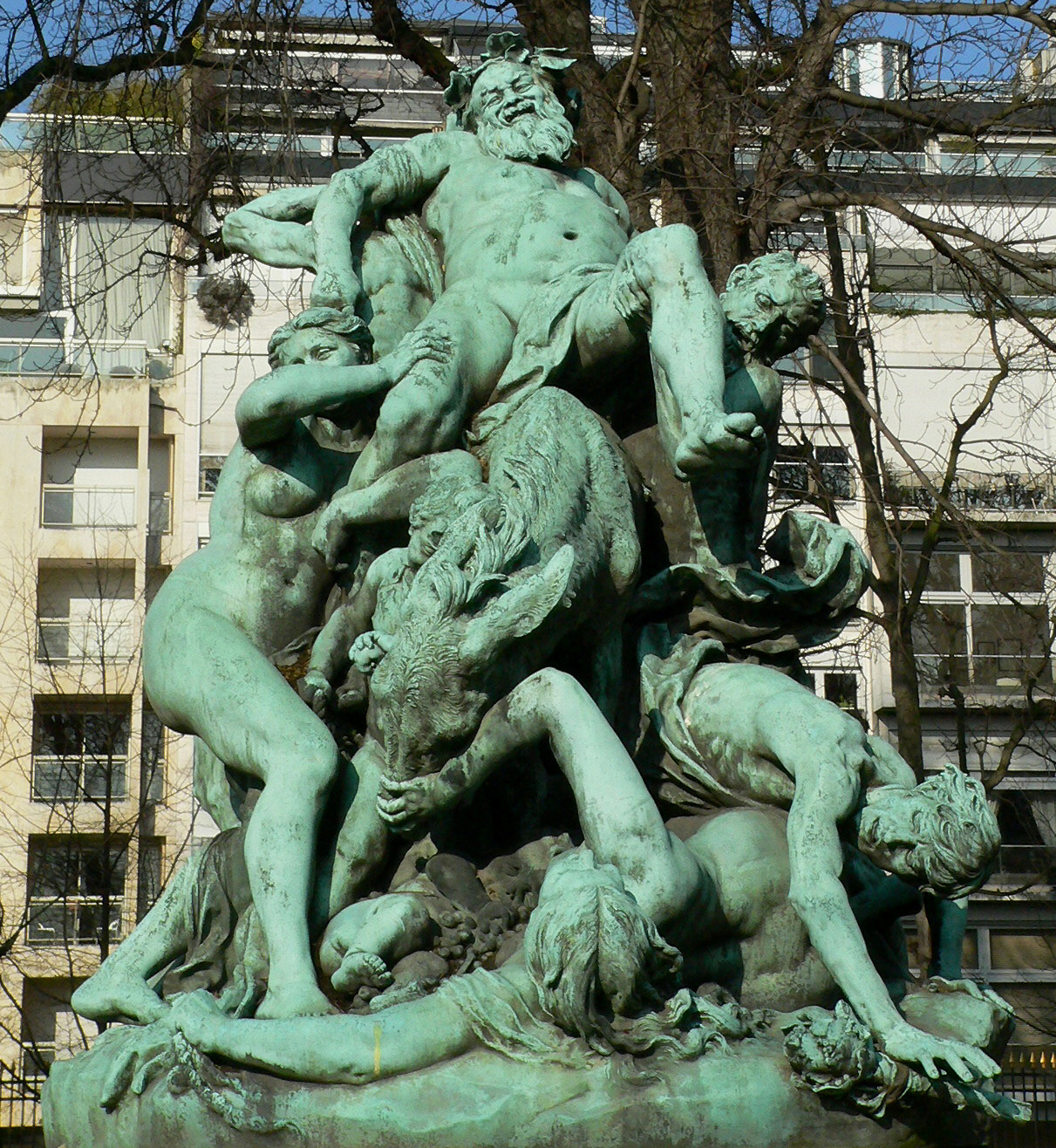
Le triomphe de Silène, Jardin du Luxembourg, Paris
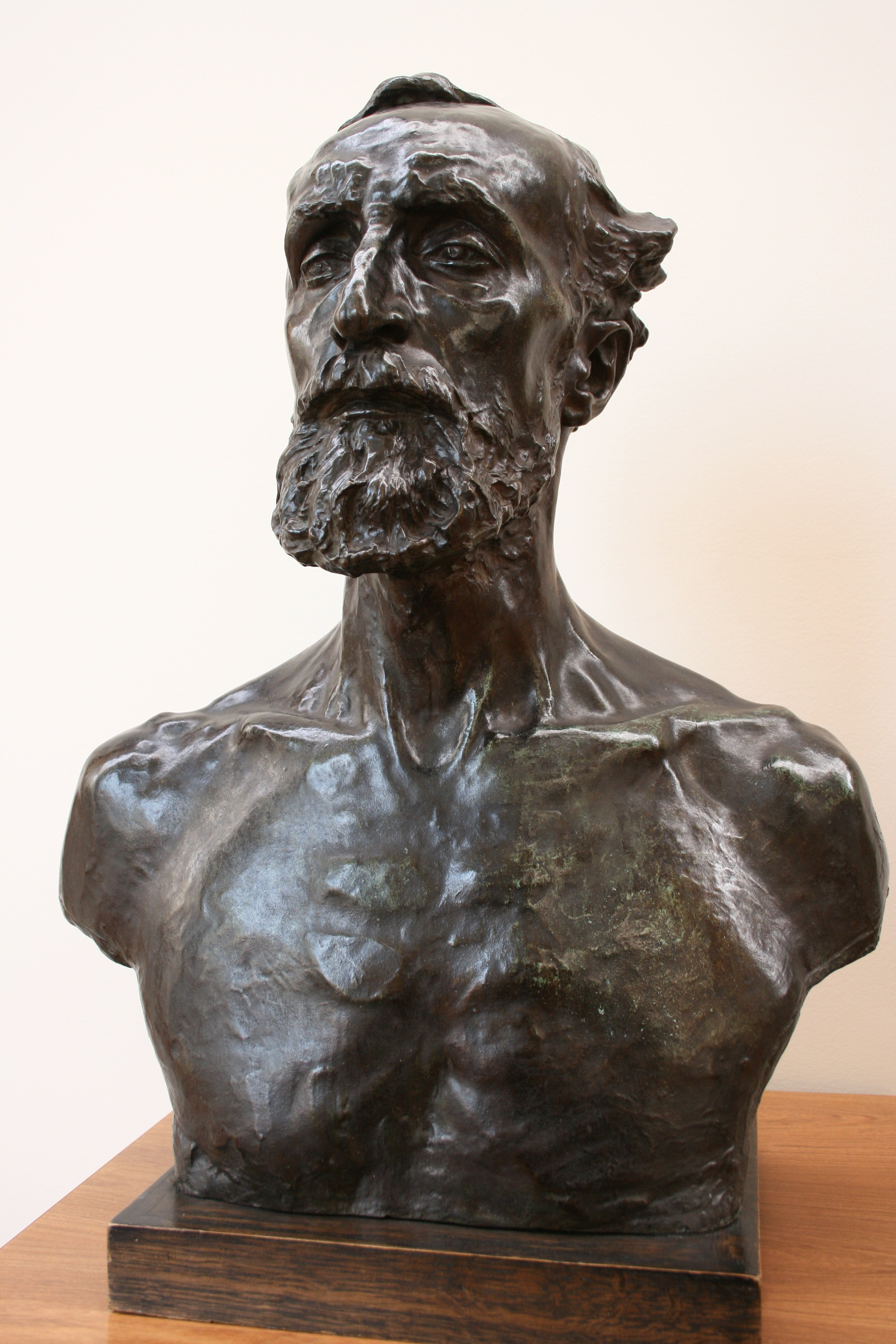
Auguste Rodin. Buste du sculpteur Jules Dalou, 1883. Musée d’Art et d’Industrie de Roubaix
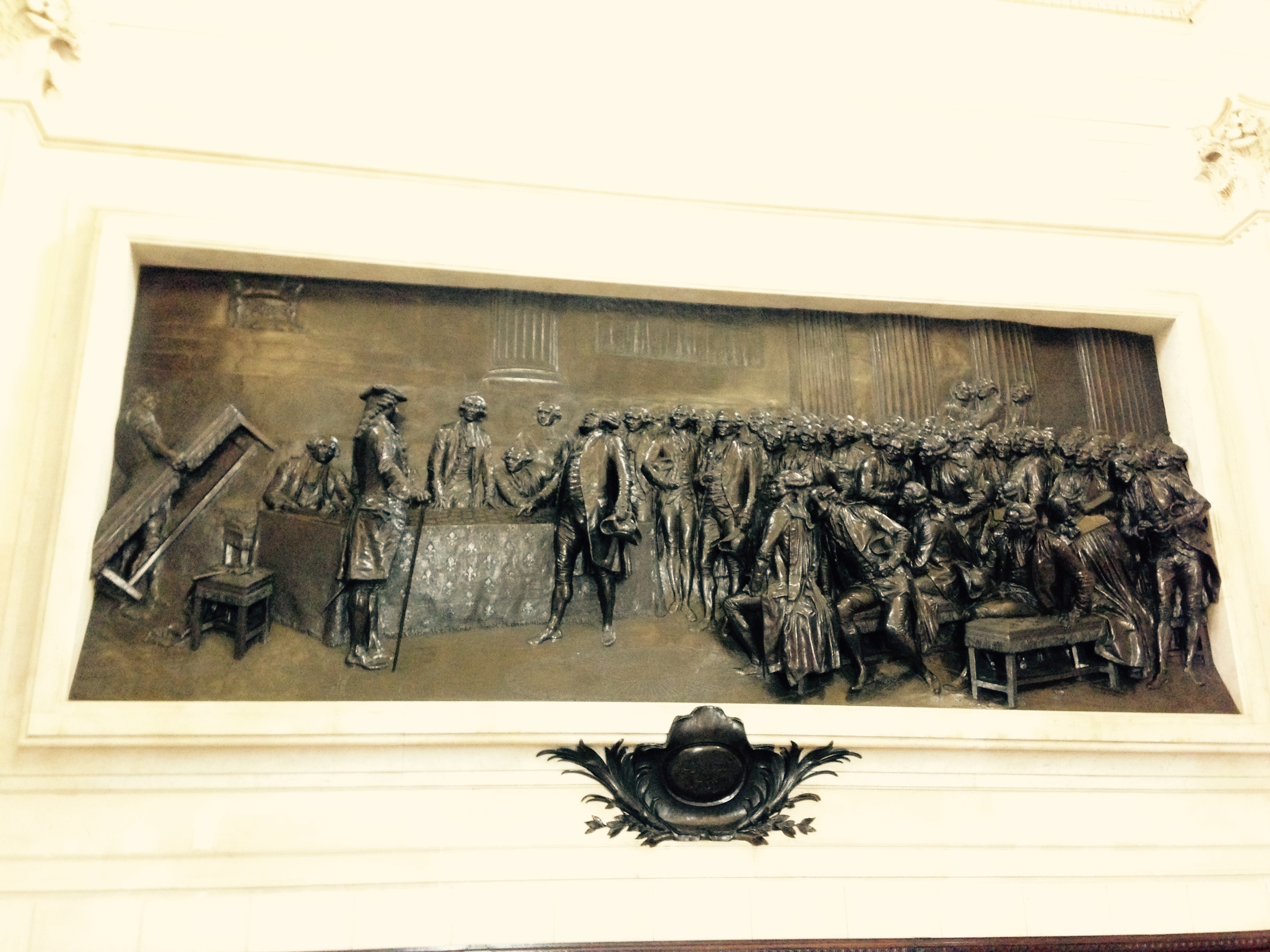
Mirabeau répondant à Dreux-Brézé (1890), Paris, Palais Bourbon